# Kryštof 06
Kryštof 06 (také Kryštof 6) je volací znak a všeobecně rozšířené označení vrtulníku letecké záchranné služby (LZS) v Královéhradeckém kraji. LZS byla v Hradci Králové do provozu poprvé uvedena 3. července 1990. Provozovatelem vrtulníku je nestátní společnost DSA. Zdravotnickou část posádky LZS zajišťuje Zdravotnická záchranná služba Královéhradeckého kraje, ostatní provozní pracovníky včetně pilotů zajišťuje společnost DSA.

## Historie
Zkušební provoz letecké záchranné služby byl v Hradci Králové poprvé zahájen 3. července 1990. Prvním provozovatelem byl Úřad Federálního ministerstva vnitra pro leteckou službu, který pro LZS nasazoval vrtulník Mil Mi-2. Úřad Federálního ministerstva vnitra začal v roce 1990 řešit problém dosluhujících vrtulníků Mi-2. Ty sloužily u policie už od roku 1972 a začalo se projevovat jejich stáří. V květnu 1991 byly do Československa dodány první dva „nevýchodní“ stroje MBB Bo 105. V srpnu 1991 se jeden ze strojů Bo 105 objevuje na stanici LZS v Hradci Králové. V průběhu roku 1992 byly zakoupeny další dva stroje Bo 105 a vrtulník Bo 105 s imatrikulací B-5292 je pro LZS v Hradci Králové nasazen natrvalo. K 1. lednu 1993 přebrala formálně středisko Letecká služba Policie ČR, která se stala následovníkem československé policejní letky. V roce 1994 byl na stanici zkoušen zapůjčený moderní západní vrtulník BK 117. V srpnu 1999 havaroval vrtulník Bo 105 s imatrikulací B-5292, jež sloužil u letecké záchranné služby v Hradci Králové a do služby byl trvale zařazen stroj Bo 105 s imatrikulací B-5278. V roce 2000 byl otevřen nový heliport v areálu Fakultní nemocnice Hradec Králové poblíž Fakulty vojenského zdravotnictví. Počátkem roku 2004 byl do služby nasazen nový moderní vrtulník Eurocopter EC 135 T2 (OK-BYA). Za dobu svého působení nalétaly vrtulníky Bo 105 pro potřeby letecké záchranné služby v Hradci Králové celkem 3585 letových hodin. Stanice LZS v Hradci Králové byla jedinou stanicí v České republice, kde vrtulníky Bo 105 trvale sloužily. V říjnu 2011 a poté v září 2012 byly na stanici letecké záchranné služby v Hradci Králové předváděny americké vrtulníky Bell 429.
Ke změně došlo s příchodem roku 2009, kdy provoz LZS po 18 letech přebrala nestátní společnost DSA. Ta do služby nasadila stroj Eurocopter EC 135 T2 (OK-DSD).

## Současnost

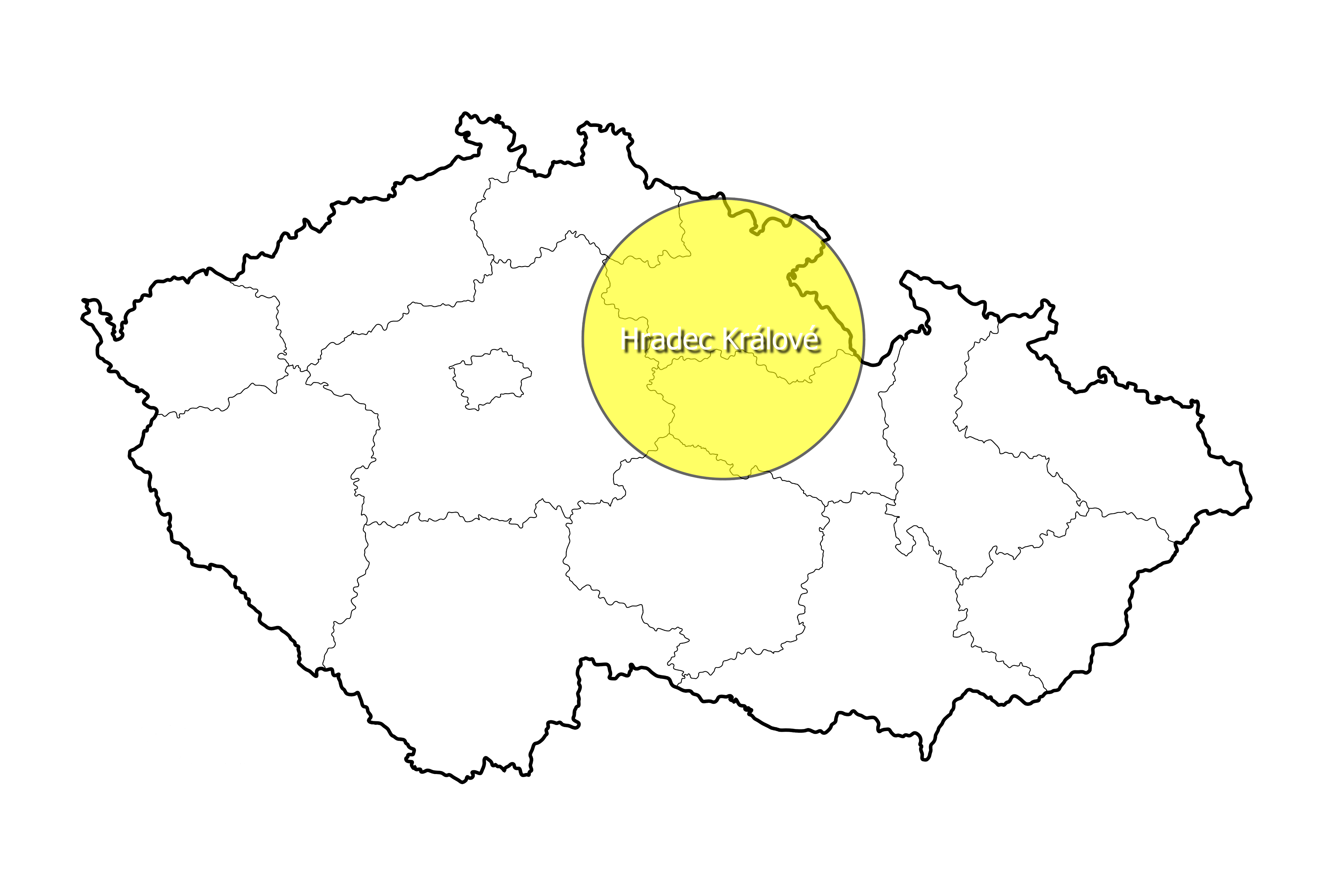
Poloha stanice a akční rádius vrtulníku Kryštof 06

Od roku 2000 se stanice letecké záchranné služby nachází v areálu Fakultní nemocnice v Hradci Králové. V současné době (2020) slouží na stanici trvale vrtulník Eurocopter EC 135 T2+ (OK-DSE). Provoz stanice je omezen na denní dobu limitovanou východem a západem slunce. V nočních hodinách je oblast Královéhradeckého kraje pokryta pro neodkladné sekundární lety vrtulníky z provozních stanic zajišťujících nepřetržitý provoz LZS. Jako záloha pro stanici Kryštof 06 slouží vrtulník Eurocopter EC 135 T2 (OK-DSD).
Vrtulník z Hradce Králové zasahuje velmi často také v Pardubickém kraji, který leteckou záchrannou službu neprovozuje. Akční rádius vrtulníků LZS má rozsah cca 70 km, který odpovídá doletové době zhruba 18 minut od vzletu.

### Spor o financování
V lednu 2010 požádal Královéhradecký kraj hejtmana Pardubického kraje o spolufinancování letecké záchranné služby. Provoz LZS stojí Královéhradecký kraj ročně 6 mil. korun. Třetinu zásahů tvoří zásahy v Pardubickém kraji, který LZS neprovozuje. Proto žádá Královéhradecký kraj, aby se Pardubický kraj podílel na spolufinancování provozu LZS částkou 2 mil. korun. To ale Pardubický kraj odmítá s odůvodněním, že nebyly doloženy dostatečné podklady.

## Galerie

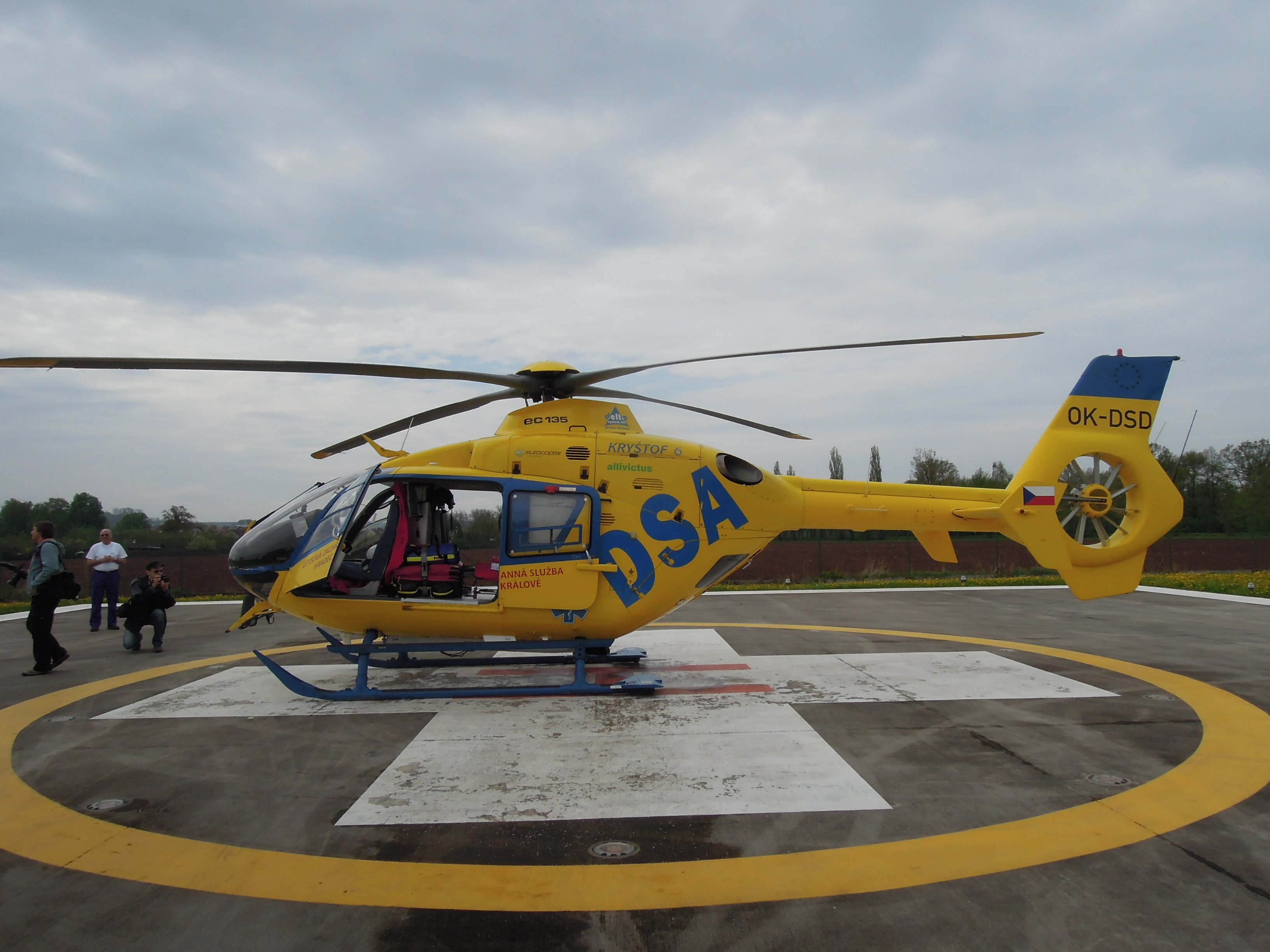
Vrtulník Eurocopter EC 135 T2 jako Kryštof 06
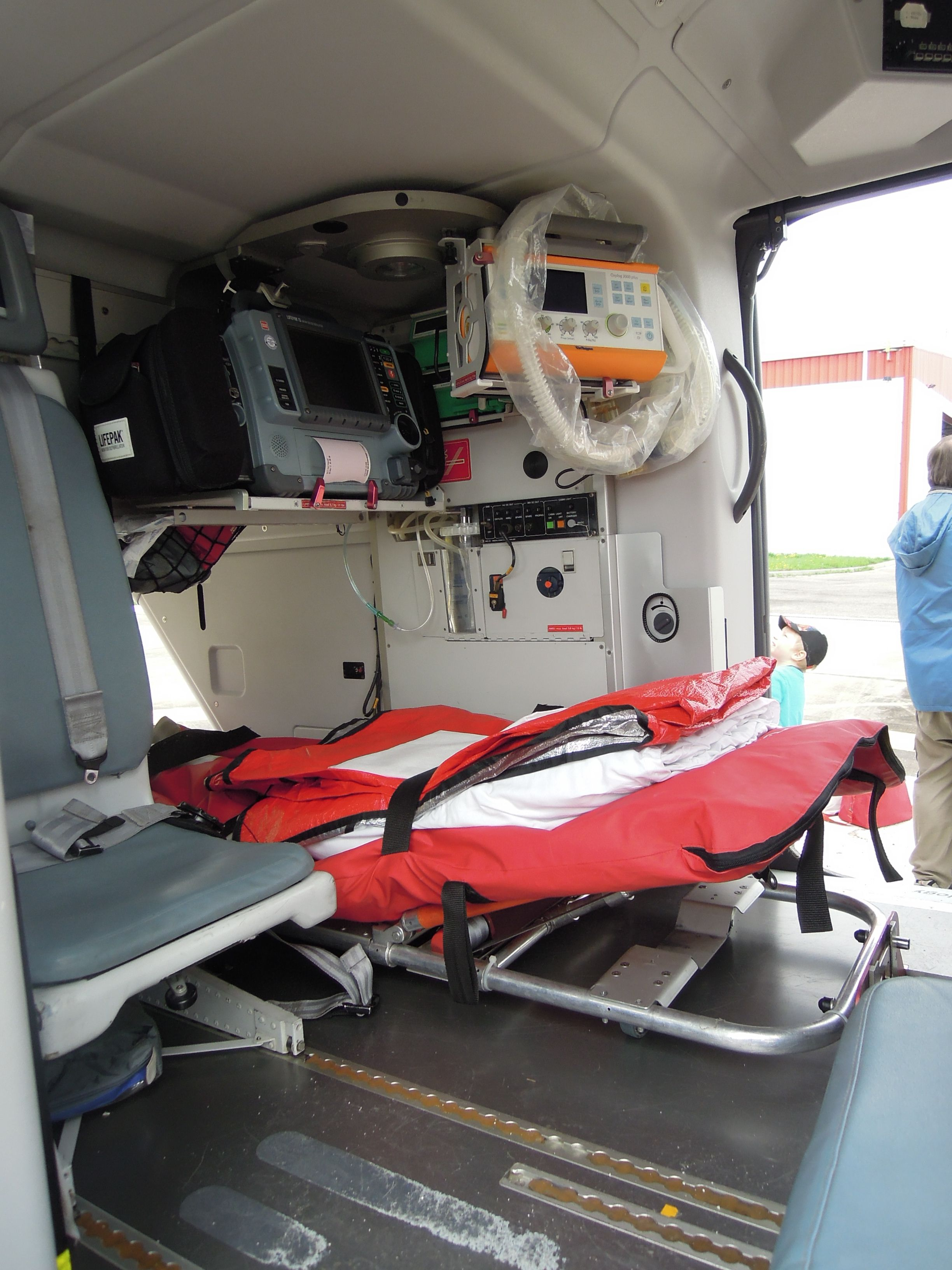
Vnitřní zástavba vrtulníku Kryštof 06
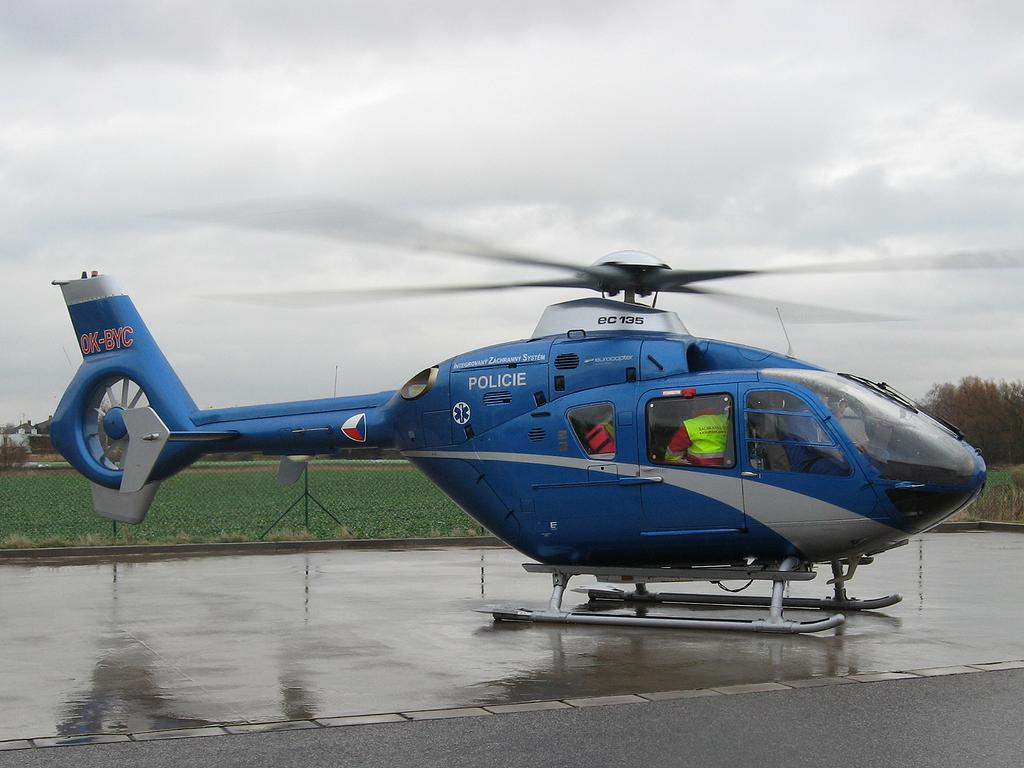
Kryštof 06 v barvách Policie ČR připraven k jednomu z posledních startů k záchraně života v Královéhradeckém kraji v prosinci 2008
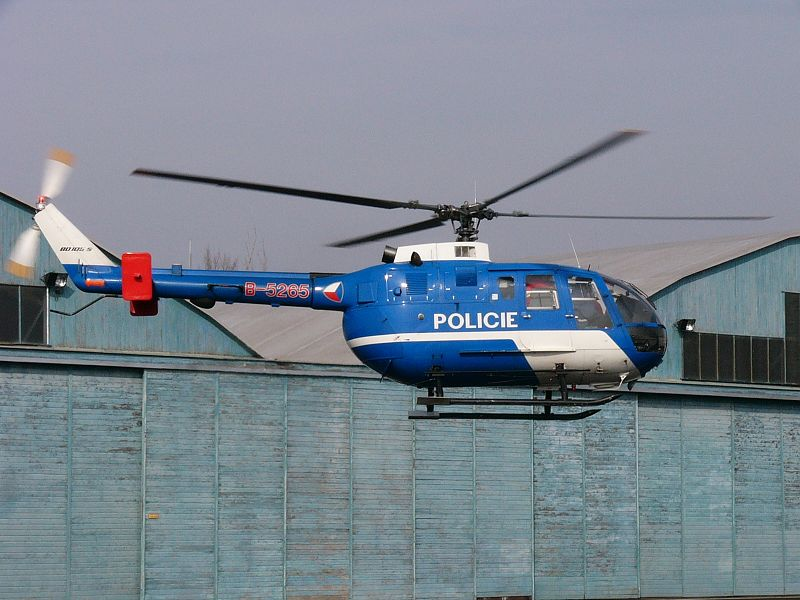
Vrtulníky MBB Bo 105 sloužily pro potřeby LZS v Hradci Králové v letech 1992–2004 (na fotografii policejní vrtulník Bo 105 bez zdravotnické zástavby)
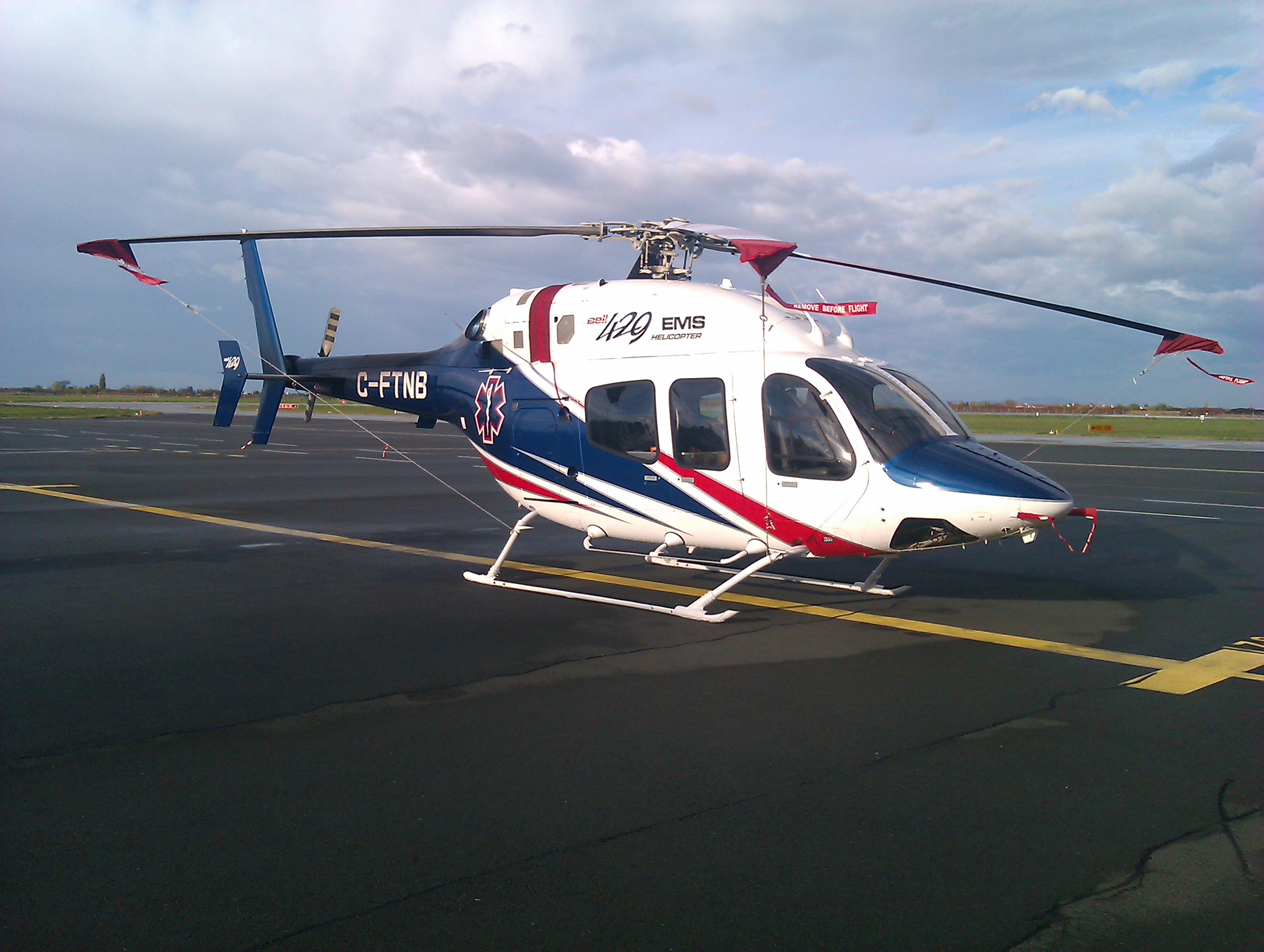
Vrtulník Bell 429 registrační značky C-FTNB byl na stanici letecké záchranné služby v Hradci Králové předváděn v září 2012